# Albert Ludwig Juncker
Albert Ludwig Juncker (* 2. Dezember 1904 in Bochum; † 8. März 1987 in Siegen) war ein deutscher Politiker der FDP und Mitglied des Deutschen Bundestages.
Albert Ludwig Juncker war gelernter Kaufmann und seit 1926 im elterlichen Textilgroßhandel tätig sowie seit 1946 Mitinhaber. Von 1946 bis 1952 übernahm er die Präsidentschaft der Industrie- und Handelskammer Siegen (IHK) und war Leiter des Großhandelsverbands Siegen–Olpe–Wittgenstein.
Er war von 1949 bis 1953 Mitglied des ersten Deutschen Bundestages. Er wurde für die Freie Demokratische Partei (FDP) über die Landesliste Nordrhein-Westfalen gewählt.